# Tillya tepe
Tillya tepe, Tillia tepe eller Tillā tapa (persiska: طلا تپه) (bokstavligen "Guldkullen/Guldhögen" eller "Gyllene kullen") är en arkeologisk plats i form av ett tempel och en nekropol nära Sheberghan i provinsen Jowzjan i norra Afghanistan. Lämningarna grävdes ut 1978 av ett sovjetisk-afghanskt team lett av den grekisk-ryska arkeologen Viktor Sarianidi, ett år före den sovjetiska invasionen av Afghanistan. Fynden som gjordes där är kända som det Baktriska guldet (namngivet efter Baktrien).
Fynden från utgrävningen utgör en samling av cirka 20 600 smycken, mynt och andra sorters exklusiva föremål, gjorda av dyrbara material som guld, silver och elfenben. Föremålen hittades i sex gravar innehållande lämningarna efter fem kvinnor och en man. Gravarna är daterade till runt år 100 f.Kr.–100 e.Kr. Smyckena inkluderar halsband med halvädelstenar, bälten, medaljonger och en krona. Efter att ha förts till Nationalmuseet i Kabul försvann fynden under krigen i Afghanistan, tills de "återupptäcktes" i ett bankvalv 2003. Ett nytt museum planeras i Kabul där det baktriska guldet så småningom ska förvaras.

## Datering och kontext
Flera av mynten dateras till början av 1:a århundradet e.Kr. Inga har en senare datering vilket tyder på att gravarna tillkom under första århundradet. Mynten som hittades har daterats till Tiberius (16–21 e.Kr.), Mithradates II (123–88 f.Kr.) och Yuezhihärskaren Sapadbizes (20 f.Kr.–20 e.Kr.). Det är inte fastslaget vem som ligger bakom gravhögarna. De har kopplats till saker (ibland omnämnda som asiatiska skyter) och parthiska stammar i området, men också till den lokala Yuezhidynastin (blivande Kushan) efter det att Kujulu Kadphises lyckades erövra och besegra de övriga xihou (furstarna) i Daxia. Den starkt befästa staden Yemshi Tepe, bara fem kilometer nordost om moderna Sheberghan på vägen till Akcha, ligger bara en halv kilometer från Tillya tepe vilket gjort att man antagit att de begravda tillhört de styrande i staden vid tiden.
Ett silvermynt, som återfanns i grav III, låg i den begravda kvinnans hand och var från regeringstiden för den parthiska kungen Mithridates II. En kopia av ett guldmynt av parthiankungen Gotarzes I (95–90 f.Kr.) hittades i den begravda kvinnans vänstra hand i grav VI. Det faktum att detta mynt är i guld, och inte silver eller brons som vanligtvis är fallet för parthianskt mynt, tyder på att denna imitation gjordes för prestigeändamål. Myntet är motstämplat med den främre skildringen av vad som kan ha varit en lokal hövding. Motstämpeln lades till för att inte skada porträttet av den parthiska kungen, vilket kan tyda på ett beroende av partherna.

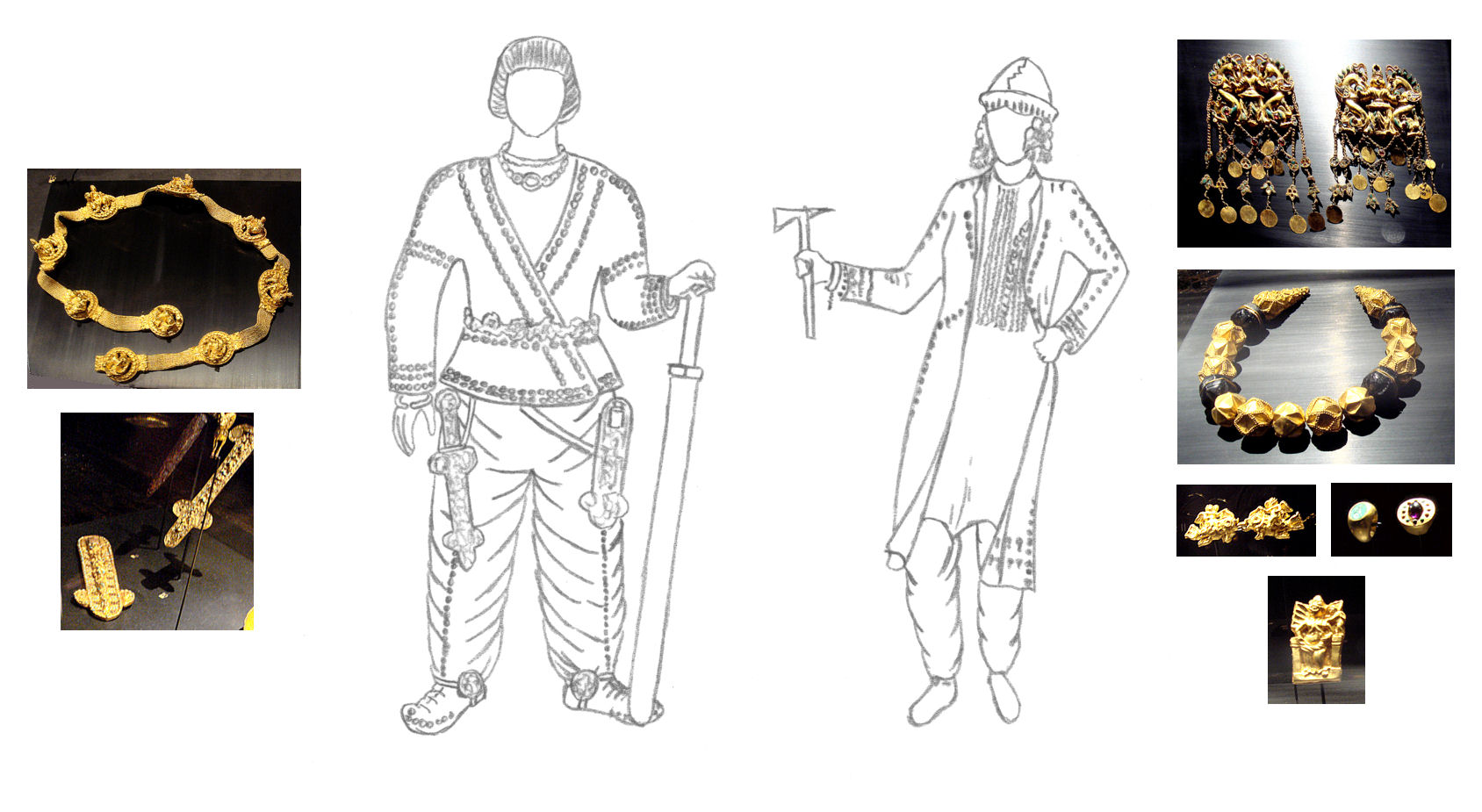
Rekonstruktion av de begravda i grav IV och grav II, Tillya tepe.

Ett guldmynt hittades också i grav III som visar den kranskronade romerska kejsaren Tiberius. På baksidan är en draperad kvinnofigur som håller en spira. Mynt av denna typ präglades i staden Lugdunum i Gallien, mellan 16 och 21 e.Kr. I den manlige krigarens grav, grav IV, hittades ett buddhistiskt guldmynt från Indien. På baksidan avbildar det ett lejon med en nandipada (en indisk symbol), med Kharoshthilegenden "Sih [o] vigatabhay [o]" ("Lejonet som skingrade rädslan"). På framsidan syns en nästan naken man som bara bär en hellenistisk klamys (grekiskt plagg) och en petasushatt (en ikonografi som liknar Hermes/Merkurius) som rullar ett hjul. Legenden i Kharoshthi lyder "Dharmacakrapravata [ko]" ("Den som vände lagens hjul"). Det har föreslagits att detta kan vara en tidig representation av Buddha. Slutligen har ett mycket slitet mynt identifierats som tillhör Yuezhihövdingen Heraios, eller Sapadbizes (20 f.Kr.–20 e.Kr.).
Flera av artefakterna kan kopplas till ett skytiskt ursprung, till exempel den kungliga kronan eller de dekorerade dolkarna. Flera av kropparna uppvisade rituellt deformerade skallar, en metod som är väl dokumenterad bland centralasiatiska nomader vid den här tiden.
Fynden präglas av en hög kulturell synkretism. Hellenistiska kulturella och konstnärliga influenser syns i formspråket hos många föremål samt i de mänskliga avbildningarna. T.ex. förekommer putto och i ringar med skildringen av Athena och hennes namn inskrivet på grekiska. Dessa kan hänföras till Seleukiderriket samt det Grekisk-baktriska riket i samma område fram till omkring 140 f.Kr., och det Indo-grekiska rikets i nuvarande Afghanistan, Pakistan och norra Indien fram till första århundradet f.Kr.
Bland fynden fanns också föremål från mycket längre bort, till exempel några kinesiska föremål (särskilt kinesiska bronsspeglar) samt några indiska dekorerade elfenbensplattor. Detta vittnar om en mångfald av kulturella influenser.

## Utgrävningen
Viktor Sarianidi började arbeta i norra Afghanistan redan 1969 för att finna spår och lämningar från de människor som levde och färdades längs de så kallade Sidenvägarna. Efter att ha grävt ut ruiner från en stad från ca år 100, snubblade han i Tillya Tepe över ett tempel som använts för elddyrkan och som kunde dateras till 1500 till 1300 f.Kr. Tillya Tepe var 100 meter i diameter och 3 meter hög. En av de arbetare som deltog i utgrävningen av templet fick i november 1978 syn på en liten guldskiva i marken. Efter att ha inspekterat guldfyndet grävde Sarianidi djupare och fann ett  skelett omgivet av guldsmycken och vackra ornament. Skelettet var från en kvinna, 25 till 30 år gammal, som han kallade nomadprinsessan. Han grävde därefter fram ytterligare fem gravar, alla enkla jordgravar som innehöll träkistor utan spår av några lock. Under de kommande tre månaderna rengjorde och inventerade han mer än 20 000 föremål, inklusive hundratals guldspanglar, var och en ungefär lika stor som en nagel.
I slutet av 1978, strax före utbrottet av inbördeskriget i Afghanistan, började beväpnade grupper hota grävningen. I februari 1979 fick den politiska situationen och den stundande vintern Sarianidi att överge platsen innan han kunde gräva ut en sjunde grav som lokaliserats. Därefter utsattes platsen för plundrare och enligt uppgift dök strax efter snarlika fynd upp på svarta marknaden.

## Försvunna men återfunna
Det baktriska guldet tycktes ha gått förlorat under 1990-talet i samband med att Nationalmuseet i Afghanistan träffades av en missil 1993 och sedan plundrades flera gånger. En uppskattning gör gällande att runt 100 000 föremål fanns i museet och att 70% av dessa stals. När det gäller det baktriska guldet florerade flera rykte. Ett sa att det var sovjetiska soldater som tagit det, ett annat att guldet smälts ner för att köpa vapen och ytterligare ett att fynden sålts på svarta marknaden. Men 2003 hittades det baktriska guldet i valven under centralbankens byggnad i Kabul. Bakgrunden till detta var att den sista kommunistiska presidenten i Afghanistan, Mohammad Najibullah, hade beordrat 1989 att guldet skulle flyttas till valvet. Valvets dörrar var låsta med nycklar som delades ut till fem betrodda individer.
År 2003, efter att talibanerna hade avsatts kunde valvet öppnas. Sedan dess har National Geographic Society katalogiserat samlingen, som verkar vara komplett. Vid öppnandet av valvet närvarade bland annat Viktor Sarianidi och National Geographics arkeolog Fredrik Hiebert.

## Utställningar
Efter ett avtal mellan den afghanska regeringen och Frankrike kunde det Baktriska guldet visas internationellt genom ett samarbete mellan flera framstående museer och National Geographic Society. Ett urval gjordes av drygt 200 föremål varav ca 100 var från det Baktriska guldet. Föremålen visades i en vandringsutställning under åren 2006–2020 på följande museer runt om i världen under titlar som "Afghanistan: Hidden Treasures From the National Museum, Kabul" eller "Afghanistan: Crossroads of the Ancient World":

Afghanistanutställningen, Etnografiska museet, Stockholm, 2011. Här syns montrar för grav II och III från Tillya Tepe.

- Musée Guimet, Paris3 (december 2006 till april 2007)[6]
- Museum of Oriental Art, Turin[11]
- Nieuwe Kerk, Amsterdam (april 2008)[11]
- National Gallery of Art, Washington DC (25 maj till 7 september 2008)[12]
- Asian Art Museum, San Francisco (okt. 24, 2008 till 25 januari 2009)[2]
- Museum of Fine Arts, Houston (22 februari till 17 maj 2009)[2]
- Metropolitan Museum of Art, New York (23 juni till 20 september 2009)[13][2]
- Canadian Museum of Civilization, Gatineau-Ottawa höll utställningen (23 oktober 2009 till 28 mars 2010)
- Bonn Museum, Tyskland (11 juni 2010 till 2 januari 2011)[14]
- British Museum, London (3 mars 2011 till 3 juli 2011)[15][14]
- Etnografiska museet, Stockholm (november 2011 till mars 2012)[16]
- Western Australian Museum, Perth (26 juli till 26 november 2014)
- Nationalmuseum, Tokyo  (12 april–19 juni 2016)
- Palatsmuseet (Palace Museum), Förbjudna staden, Peking (17 maj till 17 juni 2017)
- Historiska museet, Hongkong (16 november 2019 till 10 februari 2020)[17]

Fram till 2020 hade utställningen inbringat över 350 miljoner Afs (4,5 miljoner dollar) för Afghanistan. År 2021 meddelade Mohammad Tahir Zuhair att guldet kommer att skickas utomlands för visning och förvaring.